# Escola Superior de Saúde do Alcoitão
A Escola Superior de Saúde do Alcoitão (ESSA) é um Estabelecimento Privado de Ensino Superior Politécnico em Alcoitão, freguesia de Alcabideche, concelho de Cascais. Foi fundada em a 4 de junho de 1966, com o nome de Escola de Reabilitação, sendo que só em 1994 é que passou a ser conhecida pelo seu atual nome. Tem neste momento cursos de Licenciatura em Terapia ocupacional, Fisioterapia e Terapia da fala e  de Mestrados, Pós-graduações e Formações Contínuas.
Esta foi a primeira escola a nível nacional que leccionou os três cursos acima mencionados e é conhecida pelo seu prestígio e elevadas capacidades dos seus estudantes.
A Entidade Instituidora é a Santa Casa da Misericórdia de Lisboa (SCML), uma instituição sem fins lucrativos, de Utilidade Pública, fundada há mais de 500 anos, com actividade nos domínios da solidariedade, acção social e saúde. 
Além disso, conta com o apoio do Centro de Medicina de Reabilitação de Alcoitão (CMRA) e com o Hospital Ortopédico de Sant'Ana (HOSA), entre outros. Tendo ainda ligações com a Associação de Profissionais de Terapia Ocupacional, de Fisioterapia e de Terapia da Fala. 
É a única Escola Superior a nível nacional que garante o reconhecimento internacional aos seus licenciados em Terapia Ocupacional.